# 安那翰
阿納海姆是美国加利福尼亚州橙縣的第2大城市，位于洛杉矶东南方28英里处。根据2000年人口普查，安那翰的人口為32萬8014，是加州第10和全美國的第55大城。以主题公园、体育和会议中心闻名。安那翰于1857年由50个德裔家庭创建，1870年2月10日立市。之後，安那翰发展成一个工业中心，生產電子產品、航太組件和水果罐頭。1955年开放的世界闻名的主题公园和旅馆综合体——迪士尼樂園度假區、天使体育馆、本田中心球場（Honda Center）和美国西岸最大的会议中心都位於安那翰。安那翰英文名称中的来自于附近的聖安娜河（Santa Ana River），則源于高地德语，意思是「家」的意思。在還沒有立市之間，這個拓居地曾被稱為，是西班牙语中「德國人的營地」（German Camp）之意。

## 历史
安那翰于1857年由来自巴伐利亚法蘭克尼亞（Franconia）的葡萄农和酿酒工人创建，但在19世纪末被摧毁，酿酒业被虫灾摧毁。
1920年代，在三K党影响力最高的时候，决定把安那翰变成一个模范Klan城。1924年，三K党秘密将四名成员选入由5人组成的市议会；警署的10名成员中，也有9名是三K党的成员。4个三K党成员在就职一年后被曝光，并在此后举行的大选中落败。
迪士尼樂園（Disneyland）於1954年7月16日在安那翰開工，1955年7月17日完工對外開放，從此成为安那翰最大的旅游景點。此地之前是160英亩的橘子和胡桃林，至今在樂園內还保有少許當時的樹木。2001年後來更名至迪士尼加州冒險樂園的迪士尼加州冒險（Disney's California Adventure）園區對外開放，是迪士尼樂園自開放以來最大的擴建計劃。
1970年代為止，美國人口普查局仍報告安那翰的人口組成95%為白人（9.3%拉丁裔和89.2%非拉丁裔）。安那翰人口於20世紀末快速的成長，今日已由多樣的種族組成，根據2010年人口普查為52.7%白人、2.8%非裔、0.8%原住民、14.8%亞裔、0.5%太平洋島嶼裔、24.0%其他族裔、以及4.4%兩個以上族裔混合。

## 法律和政府
根據它的市憲章，安那翰的政府為議會-經理制。立法權由一個五位無黨派分別市議員組成的市議會行使，市政府平時的運作由一位市議會任命的市經理負責。市議會議長由市長擔任，市長和所有市議員皆由全市選出；市長和其他四名市議員的任期為四年，兩位市議員在可以被4除盡的年份選舉，市長和其他兩位市議員則在之間的偶數年選舉。任期限制為兩任，但達到任期限制的市議員可以被選為市長，達到任期限制的市長也可以被選為市議員。

## 地理
安那翰位于北纬33°50'10" ，西经117°53'23"。
根据美国人口统计，该市面积130.7 平方千米。包括陆地126.8 km² 和水面3.9 km²（占总面积2.99%）。

## 经济

迪士尼樂園裡的睡美人城堡

旅遊業是安那翰最大和最重要的產業。安那翰會議中心（Anaheim Convention Center）曾是許多全國會議的舉辦地點；迪士尼樂園度假區更是全市最大的雇主。在渡假區中的眾多旅館，每年都湧入大批造訪迪士尼樂園的遊客以及參加會議的商務人士，而帶來非常大的商機。

## 人文
根據2000年人口普查，安那翰共有居民32萬8,014人、9萬6,969個住戶、與7萬3,502個家庭。人口密度為每平方公里2,587人(每平方英里6,702人)。這市共有9萬9,719個居住單位，平均密集為每平方公里786.7單位(每平方英里2,037.5單位)。約54.76%為白人、2.66%為黑人、0.93%為原住民、11.98%為亞裔、0.42%為太平洋島嶼裔、24.21%為其他族裔、與5.02%為兩個以上的族裔。46.76%的人口為西班牙裔或拉丁裔。
在9萬6,969個住戶裡43.0%有18歲以下的兒童同住，56.3%的住戶為結婚伴侶、13.1%為女性戶長無男性伴侶、以及24.2%為非家庭。18.1%的住戶為單身居住，和6.1%單身住戶為年齡65歲以上。平均住戶大小為3.34人，平均家庭大小則為3.75人。
在年齡分佈上有30.2%人口為18歲以下、10.5%為18至24歲、33.5%為25至44歲、17.7%為45至64歲、與8.2%為65歲以上。中間年齡為30歲。男女比例為每100名女性就有100.1名男性，18歲以下每100名女性就有98.1名男性。
安那翰住戶的中間收入為$4萬7,122元，家庭中間收入為$4萬9,969元。男性的中間收入為$3萬3,870元，女性則為$2萬8,837元。人均收入為$1萬8,266元。14.1%的人口與10.4%的家庭收入低於貧窮線。總人口裡18.9%的18歲以下人口和7.5%的65歲以上人口生活在貧窮線之下。

## 名胜
- 迪士尼樂園度假區
  - 加州迪士尼主题乐园
  - 迪士尼加州冒險樂園
  - Downtown Disney
- 安那翰天使球場
- 本田中心
- 安那翰小树林音乐厅（The Grove of Anaheim）

## 体育
- 國家冰上曲棍球聯盟球隊：安那翰鴨
- 美國職棒大聯盟球隊：洛杉磯天使